# 広島新田藩
広島新田藩（ひろしましんでんはん）は、広島藩の支藩。

## 概略
享保15年（1730年）より広島藩の蔵米3万石を与えられ、広島藩4代・綱長の三男・長賢により立藩した。藩主は参勤交代を行わず江戸定府の大名であった。藩主家は江戸屋敷の所在地から青山内証分家（青山浅野家）と呼ばれた。元治元年（1864年）には吉田（現在の安芸高田市）に吉田陣屋を構えた。明治2年（1869年）、広島藩に併合され廃藩となった。

## 歴代広島新田藩主
浅野家
3万石 （1730年 - 1869年）
1. 長賢
2. 長喬
3. 長員
4. 長容
5. 長訓
6. 長興
7. 長厚